# Mateusz Kusznierewicz
Mateusz Kusznierewicz (Varsó, 1975. április 29. –) lengyel vitorlázó, a Finn-dingi és a Star hajóosztályokra specializálódott.
Első sikerét 1985-ben érte el, megnyerte a Puchar Spójni versenyt a lengyel Zalew Zegrzyński-nél, mely Varsó külvárosában található. A 2004. évi nyári olimpiai játékokon Athénban versenyzett és bronzérmet szerzett.
Sport sikereiért lengyel érdemkereszttel tüntették ki.: 

 Lovagkereszt (5. osztály) , 1996, 

 Tisztikereszt (4. osztály), 2004.

## Főbb sikerek
- 1993: 
  - Világbajnokság 2. helyezett OK Dingi
- 1994: 
  - Európa-bajnok OK Dingi
  - Világbajnokság 2. helyezett OK Dingi
- 1996: 
  - Olimpia Finn-dingi
  - Európa-bajnokság 2. helyezett Finn-dingi
- 1998: 
  - Világbajnok Finn-dingi
  - Kieler hét győztese Finn-dingi
- 1999: 
  - Kieler Week győztese Finn-dingi
- 2000: 
  - Világbajnok Finn-dingi
  - Európa-bajnok Finn-dingi
  - Olimpiai játékok 4. helyezett Finn-dingi
- 2001: 
  - Világbajnokság 2. helyezett Finn-dingi
- 2002:
  - Világbajnokság 2. helyezett Finn-dingi
  - Kieler Week győztese Finn-dingi
- 2003: 
  - Európa-bajnokság 2. helyezett Finn-dingi
  - Világbajnokság 6. helyezett Finn-dingi
- 2004
  - Európa-bajnok Finn-dingi
  - Világbajnokság 5. helyezett Finn-dingi
  - Olimpiai játékok 3. helyezett Finn-dingi

Kusznierewicz több mint 20 nemzetközi regatta versenyt nyert meg és 1999-ben a Nemzetközi Vitorlás Szövetség (ISAF) az év vitorlásversenyzőjének választotta.